# Westafrikanische Zwergspitzmaus

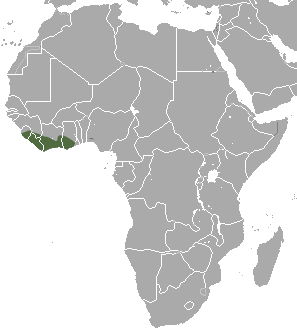
Verbreitungsgebiet der Westafrikanischen Zwergspitzmaus

Die Westafrikanische Zwergspitzmaus (Crocidura obscurior) zählt zur Gattung der Weißzahnspitzmäuse. Sie wurde zeitweilig als Unterart von Bottegos Spitzmaus (Crocidura bottegi) gelistet.

## Merkmale
Diese winzige Spitzmaus erreicht eine Kopf-Rumpf-Länge von 45 bis 50 mm, eine Schwanzlänge von 20 bis 35 mm und ein Gewicht von 2,5 bis 4 g. Die Hinterfüße sind etwa 10 mm lang und die Länge der Ohren liegt bei 6 bis 8 mm. Kennzeichnend ist seidenweiches und dichtes Fell, das oberseits eine dunkelbraune und leicht rötlich schimmernde Färbung hat. Unterseits kommt graubraunes Fell vor und die dunklen Ohren ragen aus dem Fell. Sie sind mit unscheinbaren feinen Haaren bedeckt. Typisch sind einzelne weiße Haare auf dem ansonsten dunkelbraunen Schwanz, der unterseits leicht heller ist. Im Gebiss sind die gebogenen inneren Schneidezähne des Oberkiefers und die breiten dritten Molaren oberhalb auffällig. Der diploide Chromosomensatz enthält je nach Population 36 oder 40 Chromosomen.

## Verbreitung und Lebensweise
Die Westafrikanische Zwergspitzmaus kommt vom zentralen Sierra Leone und südlichen Guinea über Liberia und die südliche Elfenbeinküste bis nach Ghana vor. Sie lebt vorwiegend im Flach- und Hügelland bis 600 Meter Höhe. Manchmal werden 1600 Meter Höhe erreicht. Diese Spitzmaus bewohnt feuchte und halbtrockene Wälder, angrenzende Savannen und im Umfeld des Mont Nimba Bergwiesen. Sie ist weniger auf spezielle Habitate fokussiert als Crocidura eburnea. Zusammen mit der Westafrikanischen Langschwanzspitzmaus ist sie einer der häufigsten Gattungsvertreter in Westafrika.
Zur Nahrung zählen hauptsächlich Ameisen, die mit Spinnen, Grillen, andere Heuschrecken, Zweiflüglern, Käfern und anderen Wirbellosen komplettiert werden. Selten werden Regenwürmer, andere Würmer und Pflanzenteile gefressen. Zur Fortpflanzung gibt es keine Angaben.

## Gefährdung
Regional können sich Landschaftsveränderungen negativ auswirken. Die IUCN listet die Westafrikanische Zwergspitzmaus aufgrund ihrer weiten Verbreitung und Häufigkeit als nicht gefährdet (least concern).